# Men Nguyen
Men „The Master“ Nguyen (* 1954 in Phan Thiết) ist ein professioneller vietnamesisch-amerikanischer Pokerspieler.
Nguyen hat sich mit Poker bei Live-Turnieren mehr als 11 Millionen US-Dollar erspielt. Er ist siebenfacher Braceletgewinner der World Series of Poker und wurde vom Card Player Magazine viermal als Player of the Year ausgezeichnet.

## Persönliches
1978 floh Nguyen vor dem kommunistischen Regime Vietnams zunächst nach Malaysia. Er beantragte politisches Asyl in den Vereinigten Staaten, zog nach Los Angeles und wurde 1986 amerikanischer Staatsbürger.

## Pokerkarriere

### Werdegang
Nguyen kam 1984 das erste Mal nach Las Vegas und erlernte dort das Pokern. Er brauchte drei Jahre, bis er 1987 sein erstes Turnier gewann. Mit seinen Gewinnen eröffnete er ein Geschäft für chemische Reinigung und ein Möbelhaus. Durch sein Geschäft waren ihm einige Vietnamesen in Las Vegas bekannt. David „The Dragon“ Pham und Minh Nguyen fielen in seine Obhut und er brachte ihnen das Pokerspiel bei.
Nguyen schloss allein zwischen 2000 und 2004 120 Turniere in den Preisrängen ab und gewann in seiner Karriere bislang 96 Turniere. Er ist dafür bekannt, sein ganzes Wissen über Poker weiterzugeben. Als Gegenleistung bekommt er von den Preisgeldern, die seine Schüler gewinnen, einen Teil zugesprochen. Einer seiner Schüler gab ihm 1991 den Spitznamen „The Master“, den er bis heute trägt. Nguyen wurde vom Card Player Magazine viermal, in den Jahren 1997, 2001, 2003 und 2005, als Player of the Year ausgezeichnet. Er gilt als einer der gefürchtetsten Cash-Game- und Turnierspieler der Welt. Zu Nguyens größten Erfolgen gehören der Gewinn von sieben Bracelets der World Series of Poker (WSOP) in Las Vegas, vier Turniergewinne bei WSOP-Circuitturnieren sowie der Titel des United States Poker Champion im Jahr 2001.

### Preisgeldübersicht
| Jahr   | Preisgeld (in $) | Turniersiege |
| ------ | ---------------- | ------------ |
| 1987   | 31.500           | 1            |
| 1988   | 60.947           | 1            |
| 1989   | 55.010           | 0            |
| 1990   | 325.270          | 4            |
| 1991   | 132.170          | 2            |
| 1992   | 321.971          | 4            |
| 1993   | 213.136          | 4            |
| 1994   | 282.909          | 2            |
| 1995   | 506.432          | 6            |
| 1996   | 641.663          | 6            |
| 1997   | 263.456          | 8            |
| 1998   | 203.750          | 6            |
| 1999   | 99.632           | 2            |
| 2000   | 378.805          | 3            |
| 2001   | 643.992          | 7            |
| 2002   | 379.038          | 9            |
| 2003   | 799.625          | 10           |
| 2004   | 604.697          | 3            |
| 2005   | 1.016.175        | 5            |
| 2006   | 748.253          | 1            |
| 2007   | 324.903          | 1            |
| 2008   | 902.179          | 7            |
| 2009   | 452.732          | 0            |
| 2010   | 881.189          | 1            |
| 2011   | 59.180           | 0            |
| 2012   | 76.465           | 1            |
| 2013   | 34.410           | 1            |
| 2014   | 7.480            | 0            |
| 2015   | 55.236           | 0            |
| 2016   | 14.271           | 0            |
| 2017   | 48.106           | 0            |
| 2018   | 438.319          | 0            |
| 2019   | 22.021           | 0            |
| 2020   | 50.969           | 1            |
| 2021   | 0                | 0            |
| 2022   | 57.464           | 0            |
| 2023   | 21.095           | 0            |
| gesamt | 11.154.450       | 96           |

### Braceletübersicht

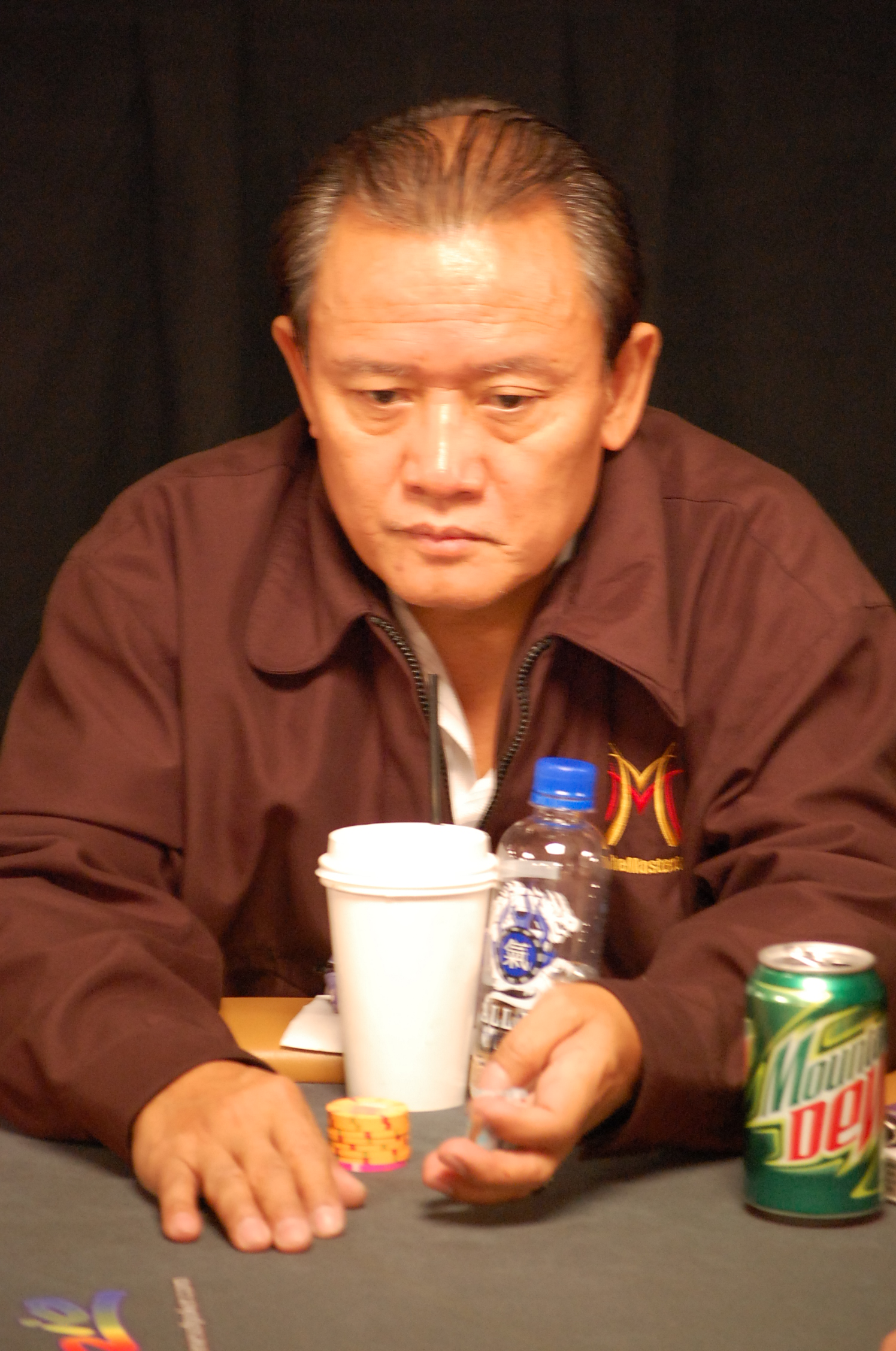
Nguyen bei der WSOP 2008

Nguyen kam bei der WSOP 115-mal ins Geld und gewann sieben Bracelets:
| Jahr | Buy-in (in $) | Turnier                      | Teilnehmer | Preisgeld (in $) |
| ---- | ------------- | ---------------------------- | ---------- | ---------------- |
| 1992 | 01.500        | Seven Card Stud              | 201        | 120.600          |
| 1995 | 02.500        | Seven Card Stud High/Low     | 096        | 096.000          |
| 1995 | 02.500        | Limit Hold’em                | 186        | 186.000          |
| 1996 | 02.500        | Omaha High/Low               | 110        | 110.000          |
| 2003 | 05.000        | Seven Card Stud              | 096        | 178.560          |
| 2003 | 01.500        | Ace to Five Triple Draw      | 078        | 043.520          |
| 2010 | 10.000        | Seven Card Stud Championship | 150        | 394.807          |